# 大相撲平成20年9月場所
大相撲平成20年9月場所（おおずもうへいせい20ねん9がつばしょ）は、2008年9月14日から9月28日まで両国国技館で開催された大相撲本場所。
幕内最高優勝は横綱・白鵬翔（14勝1敗・2場所連続8回目）。

## 場所前の話題など
大相撲力士大麻問題で若ノ鵬と同様に大麻の陽性反応が出た露鵬と白露山の両兄弟の解雇が9月8日付けで発表された。

## 番付・星取表
| 東       | 成績       | 結果   | 番付   | 西       | 成績      | 結果   |
| -------- | ---------- | ------ | ------ | -------- | --------- | ------ |
| 白鵬     | 14勝1敗    | 優勝   | 横綱   | 朝青龍   | 5勝5敗5休 |        |
| 琴光喜   | 11勝4敗    |        | 大関   | 琴欧洲   | 8勝7敗    |        |
| 魁皇     | 9勝6敗     |        | 大関   | 千代大海 | 9勝6敗    |        |
| 安馬     | 12勝3敗    | 殊勲賞 | 関脇   | 豊ノ島   | 6勝9敗    |        |
| 把瑠都   | 8勝7敗     |        | 小結   | 朝赤龍   | 4勝11敗   |        |
| 琴奨菊   | 6勝9敗     |        | 前頭1  | 雅山     | 4勝11敗   |        |
| 稀勢の里 | 6勝9敗     |        | 前頭2  | 豊真将   | 全休      |        |
| 旭天鵬   | 6勝9敗     |        | 前頭3  | 露鵬     |           | 引退   |
| 安美錦   | 8勝7敗     |        | 前頭4  | 栃乃洋   | 6勝9敗    |        |
| 鶴竜     | 7勝8敗     |        | 前頭5  | 豪栄道   | 10勝5敗   | 敢闘賞 |
| 豊響     | 8勝7敗     |        | 前頭6  | 栃煌山   | 6勝9敗    |        |
| 岩木山   | 1勝2敗12休 |        | 前頭7  | 時天空   | 6勝9敗    |        |
|          |            |        | 前頭8  | 将司     | 5勝10敗   |        |
| 北勝力   | 8勝7敗     |        | 前頭9  | 若の里   | 9勝6敗    |        |
| 栃ノ心   | 8勝7敗     |        | 前頭10 | 普天王   | 11勝4敗   |        |
| 嘉風     | 7勝8敗     |        | 前頭11 | 高見盛   | 6勝9敗    |        |
| 玉乃島   | 7勝8敗     |        | 前頭12 | 出島     | 9勝6敗    |        |
| 千代白鵬 | 6勝9敗     |        | 前頭13 | 北大樹   | 7勝8敗    |        |
| 豪風     | 9勝6敗     |        | 前頭14 | 木村山   | 7勝8敗    |        |
| 玉鷲     | 4勝11敗    |        | 前頭15 | 春日王   | 2勝13敗   |        |
| 黒海     | 8勝7敗     |        | 前頭16 | 垣添     | 10勝5敗   |        |

## 優勝争い
5日目に横綱白鵬が初日から4連敗中の平幕の稀勢の里に敗れ7月場所から続く連勝が19で止まった。また、横綱朝青龍が3日目に雅山、6日目に安美錦に敗れ金星を与えてしまう。大関陣では魁皇が5日目の時点で2勝3敗、琴欧洲が6日目の時点で2勝4敗と調子が上がらない。琴光喜は3日目に敗れたがその後は連勝した。千代大海は初日から3連勝だったが4日目に敗れ、6日目から2連敗した。
7日目の時点では白鵬、琴光喜、関脇の安馬、平幕の豪栄道ら4人が1敗でその下の朝青龍、平幕の鶴竜、北勝力、普天王、黒海、垣添ら6人が追いかける展開となった。中日に1敗の琴光喜が敗れまた、2敗の朝青龍、鶴竜、北勝力、垣添らも敗れたため1敗は白鵬ら3人2敗は琴光喜ら3人となった。
10日目は中日から2連敗していた朝青龍が10日目から休場し横綱は白鵬1人となった。1敗同士の白鵬と安馬が対戦し白鵬が寄り切りで安馬を下し安馬は2敗に後退。白鵬と豪栄道が1敗で琴光喜と安馬が2敗で追いかける展開となった。
11日目には1敗同士の白鵬と豪栄道の対戦が組まれる。これで勝ったほうが単独首位に立つという大事な一番であり結果、白鵬が突き落としで豪栄道に勝ち白鵬が単独首位となって1敗を守り、2敗で琴光喜、安馬、豪栄道ら3人が優勝争いに絡むという結果になる。
13日目は3敗の豪栄道が琴欧洲に敗れ大関陣に全く歯が立たず3連敗し、優勝争いから完全に脱落となる。白鵬、琴光喜、安馬はそれぞれ勝ち白鵬は1敗を琴光喜と安馬は2敗を守り優勝争いはこの3人に絞られた。
14日目は白鵬が勝ち、琴光喜と安馬が14日目にそれぞれ敗れれば千秋楽を待たずに白鵬の優勝が決まるという白鵬にとっては大事な14日目となった。それが現実になるかのように琴光喜は魁皇に、安馬は豪栄道にそれぞれ敗れ3敗に後退した。白鵬は琴欧洲と対戦が組まれる。白鵬が勝てば白鵬の優勝が決まる大事な一番で琴欧洲に上手投げで下し14日目で白鵬の2場所連続8回目の優勝が決まった。
千秋楽も白鵬は琴光喜に勝って最終的には14勝1敗の成績で優勝し、優勝次点は12勝3敗の安馬となった。大関陣は最後まで優勝争いに加わったのが琴光喜だけなど大関陣の脆さが目立った。三賞は1横綱4大関を下した安馬が殊勲賞、終盤に調子を崩したが、10勝5敗と二桁勝利をあげた豪栄道にそれぞれ贈られた。技能賞は該当力士なしであった。

## 各段優勝・三賞
- 幕内最高優勝　白鵬　14勝1敗（2場所連続8回目）
  - 殊勲賞　安馬　12勝3敗（4回目）
  - 敢闘賞　豪栄道　10勝5敗（2回目）
  - 技能賞　該当力士なし
- 十両優勝　阿覧　12勝3敗
- 幕下優勝　四ツ車　7戦全勝
- 三段目優勝　亀井　7戦全勝
- 序二段優勝　荒獅子　7戦全勝
- 序ノ口優勝　荒闘司　7戦全勝

## トピック
- 元、関脇であり十両の玉春日が14日目に引退を表明した。
- 魁皇がこの場所で幕内在位91場所目となり安芸乃島と並び歴代3位の記録となった。